# 蔣弘道
蔣弘道，顺天府大兴县（今北京市城區）人。清朝政治人物。
顺治十六年（1659年），登已亥科第三甲第58名进士，改庶吉士，授翰林院檢討，歷官國子監司業，官至左都御史。